# Алатырь (станция)
Алатырь — железнодорожная станция Горьковской железной дороги в городе Алатыре Чувашской Республики.
С момента возникновения входила в Московско-Казанскую железную дорогу (в 1930-е годы в её Рузаевский эксплуатационный район), с 1936 года в составе Алатырского отделения Казанской железной дороги, затем в составе Канашского (1955—1961) и Юдинского (1961) отделений той же дороги, с 1961 года в составе Казанского отделения (с 2010 года региона) Горьковской железной дороги.

## История
При строительстве железной дороги из Рузаевки в Свияжск в 1893 году, начато строительство станции. Также в качестве инфраструктуры были построены депо и железнодорожные мастерские (позднее паровозоремонтный завод), остававшиеся единственным крупным промышленным предприятием на территории современной Чувашии вплоть до 1930-х годов. Строительство железной дороги послужило толчком активному развитию промышленности и торговли, привело к значительному росту населения.
Во время Великой Отечественной войны станция являлась сортировочным пунктом распределения раненых бойцов и командиров Красной Армии.
В 2007 году на станции построен пешеходный путепровод.
Начальники станции:
Кузенков А. А., Рузавина Т. А., Мишин И. П., Ершова С. Н., Ботенкова О. П., Зимулькин А. В.

## Современное состояние
Станция является одним из объектов образцового эстетического содержания состояния Горьковской ЖД, вокзал которой был отреставрирован в 2010 году. Также на станции на постаменте установлен паровоз.

## Дальнее следование по станции

### Круглогодичное движение поездов
| № поезда | Маршрут движения            | № поезда | Маршрут движения            |
| -------- | --------------------------- | -------- | --------------------------- |
| 75       | техническая стоянка         | 76       | Симферополь — Екатеринбург  |
| 139      | Барнаул — Адлер             | 140      | Адлер — Барнаул             |
| 335      | Екатеринбург — Новороссийск | 336      | Новороссийск — Екатеринбург |

### Сезонное движение поездов
| № поезда | Маршрут движения             | № поезда | Маршрут движения             |
| -------- | ---------------------------- | -------- | ---------------------------- |
| 475      | Казань — Имеретинский курорт | 476      | Имеретинский курорт — Казань |
| 497      | Ижевск — Адлер               | 498      | Адлер — Ижевск               |